# 스쿨럼블의 등장인물 목록
다음은 스쿨럼블의 등장인물 목록이다.

## 주요 등장인물
츠카모토 텐마
성우 - 코시미즈 아미/문선희
본 애니메이션의 주인공으로 16세 소녀. 생일은 11월 30일. 같은 반인 카라스마 오오지를 좋아한다. 
하리마 켄지
성우 - 타카하시 히로키/성완경
본 애니메이션의 남자 주인공. 생일은 12월 1일. 신장은 181cm. 같은 반인 프카모토 텐마를 좋아한다. 
카라스마 오오지
성우 - 코니시 료세이/변현우
츠키모토 텐마가 좋아하는 인물. 
사와치카 에리
성우 - 호리에 유이/배정민
본 애니메이션의 히로인. 영국인 아버지와 일본인 어머니 사이에서 태어난 혼혈인이다. 
츠카모토 야쿠모
성우 - 노토 마미코/박소라
츠카모토 텐마의 동생.

### 2학년 C반
2학년 C반은 대부분의 캐릭터들이 속하는 반이다.
- 츠카모토 텐마 (塚本 天満)
- 하리마 켄지 (播磨 拳児)
- 카라스마 오오지 (烏丸 大路)
- 사와치카 에리 (沢近 愛理)
- 스오우 미코토 (周防 美琴)(한국성우 이선 (1기), 이명선(현 이계윤) (2기))
- 타카노 아키라 (高野 晶)(한국성우 오길경)
- 하나이 하루키 (花井 春樹)
- 이마도리 쿄스케 (今鳥 恭介)(한국성우 엄상현)
- 나라 켄타로 (奈良 健太郎)(한국성우 이원찬)
- 이치죠 카렌 (一条 かれん)(한국성우 박선영)
- 니시모토 간지 (西本 願司)(한국성우 최석필)
- 유키 츠무기 (結城 つむぎ)(한국성우 문남숙)
- 오오츠카 마이 (大塚 舞)(한국성우 문남숙)

### 1학년 D반
- 츠카모토 야쿠모 (塚本 八雲): 텐마의 동생(한국성우 박소라)
- 사라 아디에머스 (Sarah Adiemus, サラ・アディエマス)(한국성우 한수림)

### 2학년 D반
2학년 C반과 앙숙이다.
- 해리 멕켄지 (Harry Mackenzie, ハリー・マッケンジー)(한국성우 전태열)
- 토고 마사카즈 (東郷 雅一)(한국성우 최석필)
- 라라 곤잘레스 (Lala Gonzalez, ララ・ゴンザレス)(한국성우 전숙경)
- 텐노지 노보루 (天王寺 昇)(한국성우 최석필)

### 교직원
- 오사카베 이토코 (刑部 絃子): 켄지의 사촌 누나. 물리선생.(한국성우 전숙경)
- 아네가사키 타에 (姉ヶ崎 妙): 現 야가미고교 양호선생이나, 이전에는 켄지의 동거인으로 출연했음.(한국성우 문남숙)
- 사사쿠라 요코 (笹倉 葉子): 야가미고교의 미술 선생. 이토코와 친하다.

### 기타 캐릭터들
- 하리마 슈지 (播磨 修治): 켄지의 동생(한국성우 한수림)
- 나카무라 (中村): 사와치카 가의 집사(한국성우 최석필)

### 동물
- 이오리 (伊織): 야쿠모가 기르는 고양이(한국성우 한수림)
- 표토르: 하리마가 길렀던 기린(한국성우 하미경)
- 나폴레옹 : 하리마가 기르는 돼지
- 알렉산더 : 하리마가 기르는 개구리